# Poecilia hispaniolana
Poecilia hispaniolana és un peix de la família dels pecílids i de l'ordre dels ciprinodontiformes. Va ser descrit per Luis R. Rivas el 1978. Poden assolir fins a 3,6 cm de longitud total i les femelles els 5,9.
Es troba a Haití i a la República Dominicana.